# Districte de Châteaubriant-Ancenis
El districte de Châteaubriant-Ancenis (francès arrondissement de Châteaubriant-Ancenis) és una divisió administrativa francesa del departament del Loira Atlàntic, a la regió del País del Loira, resulta de la fusió dels antics districtes de Châteaubriant i d'Ancenis l'1 de gener de 2017. El cap és la sotsprefectura de Châteaubriant.